# ADONOS7
ADONOS7（アドノスセブン）とは、兵庫県競馬組合に所属する独身の騎手7人で構成された「アイドル系ユニット」である。2006年7月結成。グループ名の由来は7人が所属する園田（SONODA）のつづりを逆にしたもの。
キャッチコピーは「駆ける 魅せる 熱き男たち」であるが、結成当初から木村健、大山真吾以外の5人は、魅せる以前にレースに騎乗する回数が少なかった。ただ、結成前後から松浦聡志は若干成績が上向いており一概に好影響がないと言う訳ではない。
2006年7月19日に園田競馬場でメンバー紹介が行われ、活動を開始。2006年9月20日に姫路競馬場でサイン会を開催したが、8月30日の姫路第5競走の落馬事故で脊髄を痛めて入院中の平原透雄と、サイン会当日朝の調教中の落馬により左鎖骨を骨折した大山が参加できなかった。2008年12月にもサイン会を行っている。オリジナルグッズも製作・販売された。

## メンバー
（※年齢順）
- 木村健（きむら たけし 1975年8月16日 - ） 園田新時代の貴公子[6]
- 松浦聡志（まつうら さとし 1978年2月20日 - ） クールで頼れる兄貴分[6]
- 松本幸祐（まつもと こうすけ 1981年2月4日 - ） 癒し系エンターティナー[6]
- 平原透雄（ひらばる ゆきお 1983年2月25日 - ） 笑顔がキュートなベビーフェイス[6]
- 大山真吾（おおやま しんご 1984年2月14日 - ） 園田の天才若武者[6]
- 茶畑雄誠（ちゃばた ゆうせい 1984年7月19日 - ） 心優しいナイスガイ[6]
- 武藤隆一（むとう りゅういち 1986年4月7日 - ） イケメン九州男児[6]

結成当時は全員独身であったが、木村は2010年に結婚した。